# Jaume Vaquer Xamena
Jaume Vaquer Xamena va néixer a Felanitx (Mallorca) l'any 1878 i va morir l'any 1963. Va ser eclesiàstic. L'any 1904 es va declarar prevere (clergue) a Palma. Entre els anys 1905-1923 i els anys 1932-1945 va fer de rector a diverses parròquies de l'Argentina. Escrigué diversos llibres com Virtudes cívicas de l'any 1930 i de traduccions al castellà d'obres religioses alemanyes. L'any 1932 publicà el llibre "Codolades d'En Serral" de la qual la recollí de Pere Antoni Jusama Barceló "Serral", un glosador felanitxer. També va escriure alguns articles a "El Felanigense" on defensava l'origen felanitxer de Cristòbal Colom.